# Dagglav
Dagglav (Physconia distorta) är en lavart som först beskrevs av William Withering, och fick sitt nu gällande namn av J. R. Laundon. Dagglav ingår i släktet Physconia och familjen Physciaceae.  Arten är reproducerande i Sverige. Inga underarter finns listade i Catalogue of Life.

## Källor

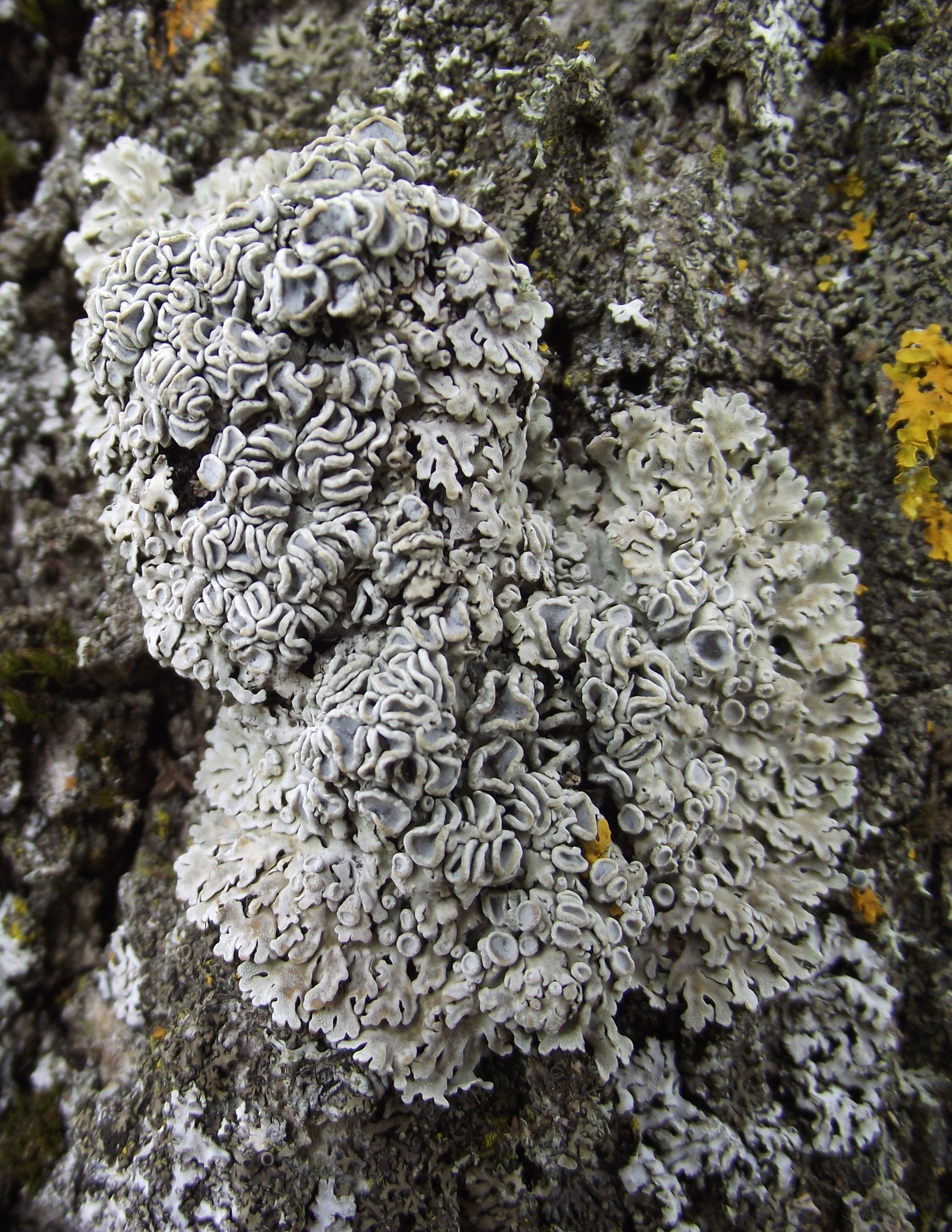
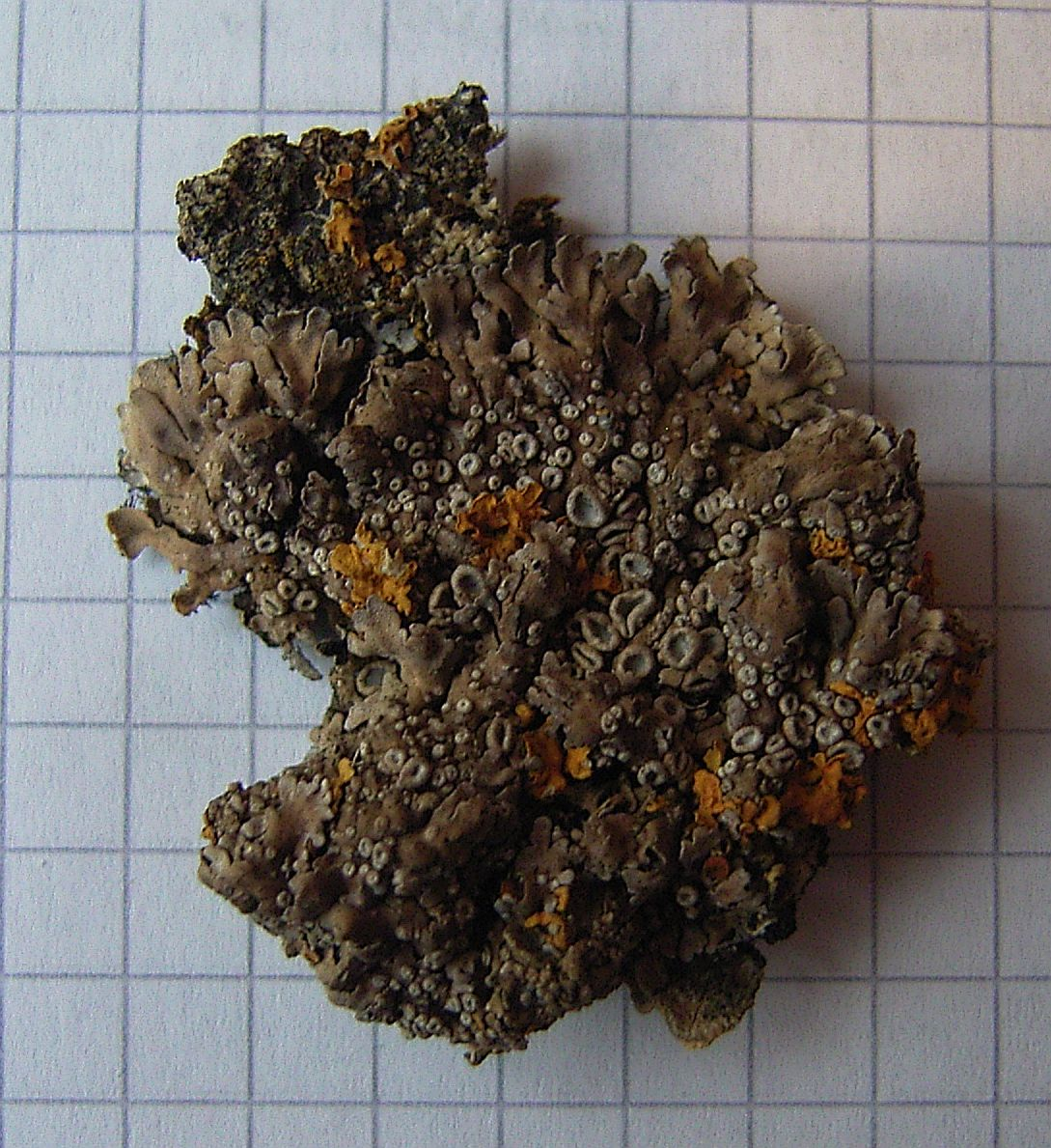